# Террасас, Исаак
Исаак Террасас Гарсиа (23 января 1973 года) — мексиканский футболист, защитник. В настоящее время — спортивный директор мексиканского клуба «Веракрус». Он защищал цвета различных клубов, среди которых «Америка Мехико», «Ирапуато» и «Веракрус».

## Карьера
Террасас выступал за сборную Мексики, которая принимала участие в чемпионате мира 1998 года. Также он играл на Кубке конфедераций 1997, Кубке Америки 1999 года и Кубке конфедераций 1999 года.
В 2003 году он ненадолго попал в тюрьму за то, что насмерть сбил ребенка на автомобиле в Веракрусе.
За свою карьеру он 12 раз удалялся с поля, столько же как Дарио Франко и Пабло Лавальен. Как игрок Террасас обладал мятежным характером.
Террасас начал заниматься футболом в 13 лет и с тех пор играл в резервных и низших дивизионах до 1990 года, когда стал игроком «Америки» в возрасте 17 лет. Его дебют в лиге состоится в следующем сезоне, 1991/92, он сыграл несколько матчей, выходя на замену. После трёх лет в клубе он был отдан в аренду «Гальос Агуаскальентес», где отыграл сезон 1994/95 и помог клубу спастись от понижения в классе. После этого он вернулся в «Америку», уже получив достаточную игровую практику, с 1996 года он был игроком основы, место в которой сохранял вплоть до зимы 1999 года.
В этот период он дважды достигал полуфинала кубка Мексики и в 1998 году дошёл до 1/8 финала Кубка Либертадорес, Террасас был капитаном «Америки». Он играл в составе сборной на мундиале во Франции 1998 года (на поле не выходил), на Кубке Америки в Парагвае 1999 года (забил один гол Бразилии и один — Перу, играя на позиции нападающего) и на Кубке Конфедераций 1999 года, который выиграл с Мексикой.
Однажды «Гвадалахара», соперник «Америки», предприняла безуспешную попытку купить Террасаса (он испытывал большую неприязнь к «Гвадалахаре»), также он отклонил предложение, сделанное «Некаксой», его преданностью восхищались болельщики «Америки».